# Bartolomeo Bongiovanni
Bartolomeo Bongiovanni (Creazzo, 18 ottobre 1791 – Venezia, 16 aprile 1864) è stato un pittore, scultore, architetto e cesellatore italiano.

## Biografia
Nacque a Creazzo da Virginia Morsetin e Giovanni Battista Bongiovanni. Si formò presso le botteghe di Giacomo Giaccarelli, Ferdinando Albertolli e Luigi Merlo, ma seguì soprattutto gli insegnamenti di Antonio Canova, da cui maturò il gusto neoclassico. Frequentò l'Accademia di Belle Arti di Venezia, dove ebbe alcuni riconoscimenti. Lavorò al catasto vicentino come disegnatore di mappe e come docente di disegno e ornato. Nel 1826 convolò a nozze con Caterina Prevedini, dalla quale ebbe cinque figli.
Nel 1836 si trasferì a Vienna, dopo aver vinto un concorso per l'insegnamento di ornato presso l'Accademia di belle arti, grazie all'amicizia con l'architetto Pietro Nobile. Là rimase per quattordici anni e ottenne importanti commissioni, tra cui quella che fu la prima scultura dedicata a Francesco Giuseppe I. A causa di questo suo trasferimento perse molti contatti con amici vicentini e fu etichettato come filoasburgico.
A partire dal 1848, anno in cui scoppiarono i moti rivoluzionari, l'accademia viennese fu riformata e furono licenziati undici docenti, tra cui lo stesso Bongiovanni, che fece ritorno quindi a Venezia; venne nominato socio dell'Accademia Olimpica e dell'Accademia di belle arti di Vicenza, ma soprattutto fu consulente in molte commissioni d'arte, tra cui quella per la realizzazione del monumento funebre ad Andrea Palladio. Nonostante il suo ritorno in patria, mantenne vivi i rapporti con l'Austria: nel 1851 su commissione del ministro Klemens von Metternich realizzò il disegno di un grande candelabro dedicato a san Pietro, esposto durante l'Esposizione universale di Londra (1851) e custodito nel museo di Palazzo Chiericati di Vicenza; tuttavia non riuscì a trovare dei finanziatori per la successiva fusione in bronzo. Nel frattempo, i forti contrasti familiari lo portarono alla separazione dalla moglie.
Morì a Venezia il 16 aprile 1864 e fu sepolto nel cimitero di san Michele; in seguito le sue ossa furono disperse in una fossa comune. Prima di morire, lasciò i suoi documenti, tra cui l'autobiografia e una sorta di dizionario biografico da lui compilato, che raccoglie le biografie di importanti personalità dell'epoca, conservato alla biblioteca Bertoliana di Vicenza; lasciò parte delle sue opere al museo vicentino, ma una più consistente donazione venne disposta nel 1904 dal figlio Luciano.

## Opere
Realizzò numerosi lavori sia in Veneto che in Austria; noto come cesellatore, la sua fama è legata soprattutto alla raccolta di disegni e acquarelli conservati al Museo civico di Vicenza, fra i quali alcuni interni della chiesa di San Bartolomeo, distrutta nel 1838, di notevole valore documentaristico.
Bongiovanni donò al museo una serie di ritratti in cera rappresentanti personaggi illustri dell'epoca.
A Vicenza realizzò un medaglione in marmo a Gian Giorgio Trissino, un altare neoclassico dedicato alla Beata Vergine all'interno della chiesa di Santo Stefano e, per la medesima chiesa, un bassorilievo raffigurante lo Sposalizio della Vergine. 
Scolpì un Genio funebre a decoro della tomba della famiglia Trissino, all'interno del Cimitero Maggiore di Vicenza.
Prese parte all'esecuzione degli inserti ornamentali del monumento funebre di Antonio Canova nella chiesa veneziana di santa Maria Gloriosa dei Frari.